# Domitilla Savignoni
Domitilla Savignoni (Roma, 9 febbraio 1966) è una giornalista, conduttrice televisiva ed ex ginnasta italiana.

## Biografia
Ottenuta la maturità al Liceo classico dell'Istituto Gesù-Maria e la laurea in Scienze politiche alla Sapienza - Università di Roma, nell'indirizzo politico-internazionale, ha cominciato la sua carriera occupandosi di tematiche legate alla sicurezza e alla difesa. Ha collaborato con il Gen. Luigi Caligaris, il Ministero della Difesa, il CeMiSS, le agenzie di stampa AdnKronos e ANSA, con i quotidiani Il Giorno, Avanti!, L'Indipendente, ha curato inchieste su mafia e servizi segreti per il settimanale Epoca e ha lavorato per Rai Uno al programma in prima serata Donne al bivio.
È giornalista professionista del TG5, vice caporedattore della redazione esteri e conduttrice dell'edizione delle 13 (dopo aver condotto le edizioni delle 8 e delle 20). Ha seguito per il telegiornale molti eventi internazionali in Medio Oriente e la guerra in Libia. È docente di corsi sul terrorismo, i social media e le fake news.

## Carriera sportiva
È stata campionessa italiana di ginnastica ritmica nel 1983 e nel 1984 categoria juniores e campionessa italiana nel concorso a squadre per undici anni consecutivi dal 1979 al 1989.

## Speciali TV
- Noi e il Muro (2019)
- Cina 2.0 (2017)
- Chi ha votato Trump - Viaggio nel cuore dell'America (2016)
- Marò - L'attesa infinita (2014)

## Pubblicazioni
- (EN) The internal dissenter: Italy, in Domestic sources of foreign policy: West European reactions to the Falklands conflict, Berg Publisher, 1996.
- Matteo Bressan, Stefano Felician Beccari, Alessandro Politi e Domitilla Savignoni (a cura di), Eurasia e Jihadismo. Guerre ibride sulla Nuova Via della Seta, Carocci Editore, 2016 Carocci Editore, ISBN 9788843085019.
- Matteo Bressan e Domitilla Savignoni, Siria. Il perché di una guerra, Salerno Editrice, 2017, ISBN 9788869732829.
- Comunicare il terrore, il ruolo dei media e la sfida del jihad 3.0, in Radicalismo, migrazioni e minacce ibride. Analisi e metodologie di contrasto, Pacini edizioni.
- Le nuove Vie della Seta e il ruolo dell'Italia, Pacini edizioni, 2018.